# Szakácsi Gábor
Szakácsi Gábor (Budapest, 1975. március 9. –) Amerikában élő magyar születésű gitáros, énekes, dalszerző. Ő alapította a C.A.F.B. nevű budapesti alternatív rockegyüttest 1990-ben. 1999 nyarán az egyesült államokbeli Seattle városába költözött, ahol később amerikai állampolgárságot kapott. A korábban botrányairól híres Szakácsi ma az amerikai Sledgeback zenekar tagja. Egy 2011 márciusi rádióinterjú alkalmával elmondta, hogy sem kábítószert, sem alkoholt nem fogyaszt.

## Korai évek
Szakácsi a Budapest északi részén fekvő békásmegyeri lakótelepen élt egészen az USA-ba való távozásáig. Interjúk alkalmával többször is beszélt múltjáról és zenei pályafutásának kezdetéről. 1989-90-es időszakban a Fekete Lyuk nevű szórakozóhelyen ismerkedett meg Szita Mihállyal, akivel közösen alapították meg a 90-es évek végén sikeressé vált C.A.F.B. együttest.

## Sikerek és kudarcok
Az 1990-es évek elején elért sikereket követően, amelynek csúcspontját a Trottel Records által kiadott Ne bízz senkiben című album jelentette, Szakácsi más irányba terelte az együttest, ami néhány nehéz év után talpra állt és új lemezszerződéshez jutott a Premier Art Records segítségével.
A C.A.F.B. soraiban eltöltött évek alatt országosan ismertté vált énekes magánéleti problémái többször is a magazinok és lapok hasábjaira kerültek, ami nagyban hozzájárult a zenekar megítéléséhez. Szakácsi az 1999-és Minden-ható című nagylemez felvételei után az Egyesült Államokba távozott, de hivatalosan csak 2004 tavaszán szakított az általa alapított C.A.F.B. együttessel.

## Új zenekarral
Miután 2004-ben elhagyta a C.A.F.B. sorait, Szakácsi életre hívta Sledgeback nevű együttesét, néhány amerikai barátjával. A 2004 óta működő zenekar élén, turnék alkalmával többször is bejárta az USA nyugati részét. 2015 óta újra a C.A.F.B. tagja.

## Zenei stílusa

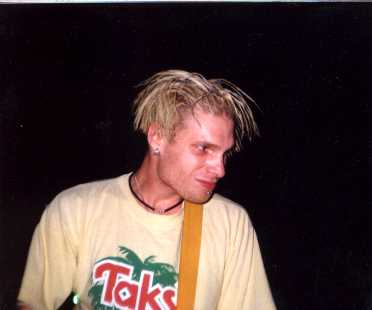
Szakácsi Gábor színpadon, 1998-ban

Szakácsi nyers zenei stílusa már a korai anyagokon is hallható. A főleg punk zenéhez közel álló irányzat és hangzás minden egyes lemezen fellelhető, az 1992-es Utcastílus anyagtól, a Sledgeback 2010-es nagylemezéig. A dalok általánosságban az élet sötétebbik oldalát taglalják, amihez sokszor a mély énekhang kölcsönöz sajátos hangulatot. 
A korai Szakácsi által írt dalok ennek ellenére eltérnek az 1996 utáni zenei irányzat vonalától. Ezekre példaként említhető a BRFK (1991) és Engedj be! (1997) című dalok közti műfaji különbség. Az utóbbi videóklipje hónapokig a Magyar könnyűzenei televíziók (Z+, Szív TV, VIVA) listáinak élvonalában volt, aminek köszönhetően a C.A.F.B. komoly elismerésekre tett szert.[forrás?]

## Diszkográfia

### C.A.F.B.
- Utcastílus – 1992
- Ne bízz senkiben! – 1993
- Pajtás daloljunk IV – 1993 /Válogatás/ 2 dal
- Koncert'92 (Archív) – 1995
- Zanza – 1997
- Sokk and roll – 1998/ Válogatás/ 1 dal
- Klubbang! – 1998
- Minden-ható – 1999
- Subkontakt – 2001
- Let the hammer fall – 2001 /Metal hammer melléklet/ 1  dal
- Naiv? – 2004
- EP'17 – 2017/EP
- C.A.F.B. – 2017

### Sledgeback
- A Scavenger for life – 2004 /EP
- Punks and pints – 2004 / Válogatás/1 dal
- People's choice – 2004
- 101 Music California – 2005 /1 dal
- Skratch magazine – 2005 /Skratch melléklet/1 dal
- Punks and pints 2. – 2005 /1 dal
- Music is stupid we like noise – 2006 /1 dal
- Perception becomes reality – 2006
- Perception becomes reality (Europai kiadás/Rebellion records) – 2007
- Punks and pints 3. – 2006 /1 dal
- We are the underground – 2007 / Válogatás/ 1 dal
- Reality bites – 2010 /Split
- Bite the bullet – 2010
- Shut the f...up and listen IV – 2011 / Válogatás/1 dal
- 3 of a kind – 2012 /Split
- 7 years like a broken record – 2012
- Land of the freak – 2014
- 36206 – 2016